# San Mamés de Meruelo
San Mamés de Meruelo es una aldea  de Meruelo (Cantabria, España). En el año 2023 contaba con una población de 769 habitantes (INE). La localidad se encuentra situada a 77 metros de altitud sobre el nivel del mar, y a 1,5 kilómetros de distancia de la capital municipal, San Miguel de Meruelo.

## Patrimonio
Está en el lugar la casona de Meruelo.